# Lóránt János Demeter
Lóránt János Demeter (Békésszentandrás, 1938. január 21. –) magyar festő, grafikus, egyetemi tanár.

## Életpályája
Szülei: Lóránt Gyula és Koszta Anna voltak. 1956–1959 között a Szegedi Tanárképző Főiskola hallgatója volt. Mestere: Vinkler László volt. 1959–1966 között Kaposváron általános iskolai oktató volt. 1962-től kiállító művész. 1966–1977 között Salgótarjánban dolgozott. 1973-ban a Havannai Művészeti Akadémián folytatott tanulmányokat. 1977–1979 között szülővárosában, 1979–1982 között pedig Mátraalmáson tevékenykedett. 1982–1986 között az Egri Tanárképző Főiskola docense volt. 1986 óta a képzőművészeti szövetség titkára.

### Munkássága
Tanulmányúton volt Svájcban, Olaszországban, Franciaországban és Hollandiában. Kokas Ignác festészete hatott rá. Művészete a fiatal generáció expresszív törekvéseit képviselte. Az alföldi festészet hagyományaiból indult ki, de kifejezéseszközeit újabb hatások is alakították. Látszólag beérte a táj és az emberi alak formai motívumaival, valójában azonban sokkal mélyebbre ásott, és az ember lelkivilágát fedte fel. Főhőse az osztályt váltó ember, aki kitartóan keresi helyét és stabilitását.

## Kiállításai
| - 1962 Kaposvár - 1968 Békéscsaba - 1970, 1974, 1983 Budapest - 1973 Pécs, Hódmezővásárhely - 1974 Szeged - 1978 Győr, Békésszentandrás - 1981 Linz - 1982 Miskolc - 1984 Prága - 1986 Berlin, Debrecen - 1991 Pozsony - 1992 Bécs - 1993 Zürich - 1998 Szolnok | - 1964 Lipcse - 1965 Besztercebánya - 1968, 1977, 1982, 1995, 1997 Budapest - 1970-1976 Bázel - 1970-1997 Hódmezővásárhely - 1971 Havanna - 1972 Kassa - 1975-1997 Szeged - 1978 Krakkó, Delhi - 1978-1995 Miskolc - 1981 London, Szófia - 1988 Krakkó |

## Festményei
- Keresztelő Szent János (1991)
- Gátőr a vízben (1993)
- Nahát?! (1999)
- Fejés után (1999)
- Mediterrán I.-II. (2006)
- Hithű (2008)
- Istenbizony (2012)
- Visszatérő álmaim IV.
- Csikótűzhely

## Díjai
- Rippl-Rónai Művészeti Díj (1962, 1971)
- Derkovits Gyula képzőművészeti ösztöndíj (1968–1971)
- Egry József-díj (1968)[4]
- Madách-díj (1970)[4]
- SZOT-díj (1971)[4]
- Munkácsy-emlékérem (1971)[4]
- Munkácsy Mihály-díj (1972)[4]
- Szegedi Nyári Tárlat nívódíja (1977)
- a kassai festészeti biennálé nagydíja (1980)
- Érdemes művész (1988)[4]
- Miskolci Grafikai Biennálé díja (1994)
- Tornyai János-plakett (1997)[4]
- Magyar Művészetért díj (2008)[5]